# Бушуик
Бу́шуи́к (англ. Bushwick) — район на севере боро Бруклин, Нью-Йорк. На северо-западе Бушуик ограничен улицей Флашинг-авеню и районами Уильямсберг и Ист-Уильямсберг, на северо-востоке — районом Риджвуд в Куинсе, на востоке — кладбищем Эвергринс, на юго-западе — бруклинским Бродвеем и районом Бедфорд — Стайвесант.

## История
Бушуик находится на месте поселения, основанного голландскими поселенцами в середине XVII века. Тогда оно называлось Босвейк (нидерл. Boswijck), что дословно означает «лесистая местность». До XIX века в нём в основном проживали фермеры.
Начиная с середины XIX столетия в Бушуике началась активная индустриализация. Тогда же здесь начали массово поселяться выходцы из Германии. В 1840-х годах крупный промышленник Питер Купер запустил в Бушуике свой первый завод по изготовлению клея, а с 1850 по 1880 годы в здесь было открыто 11 пивоварен. В 1854 году Бушуик вошёл в состав города Бруклин.

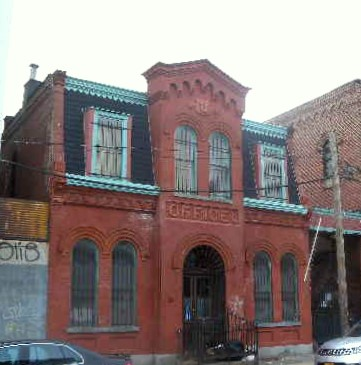
Офисное здание бывшей пивоварни на западе Бушуика

В 1888 году между Бушуиком и Манхэттеном была проложена ветка метро, что привело к значительному притоку новых поселенцев. В 1930-х годах, во время Великой депрессии, доля немцев снизилась, тогда как численность представителей итальянской диаспоры увеличилась.
После Второй мировой войны Бушуик стали заселять афроамериканцы и пуэрториканцы. Тогда же район начал приходить в упадок: если в начале 1950-х годов в нём оставалось 7 пивоварен, то к 1976 году не осталось ни одной. Бушуик сильно пострадал от аварии энергосистемы в 1977 году.
В 1980-х годах власти города начали принимать усилия по восстановлению района. В то же время Бушуик испытал новый приток поселенцев из Карибского бассейна, Китая и Индии.
В начале XXI века Бушуик оставался относительно неблагоприятным районом с заметным уровнем преступности. Однако в начале 2010-х годов имелась тенденция к его снижению.

## Население
По данным на 2011 год, численность населения района составляла 81 805 жителей. Средняя плотность населения составляла около 24 060 чел./км², что примерно в 1,6 раз выше средней плотности населения по Бруклину. Бо́льшая часть населения представлена латиноамериканцами. Средний доход на домашнее хозяйство был ниже среднего показателя по городу примерно в 1,6 раз: $33 933.
Бушуик, особенно западная его часть, пользуется популярностью у относительно обеспеченных представителей творческих профессий. Они переоборудуют бывшие производственные помещения под лофты.

## Общественный транспорт
Бушуик обслуживается маршрутами J, L и M Нью-Йоркского метрополитена. По состоянию на апрель 2014 года в районе действовали автобусные маршруты B20, B24, B26, B38, B47, B52, B54 и B60.